# Импровизация 11
«Импровизация 11» — абстрактная картина русского художника Василия Кандинского, написанная в 1910 году и хранящаяся в Русском музее в Санкт-Петербурге, Россия.

## Описание
Это произведение является частью цикла «Импровизаций», созданного художником Василием Кандинским в период с 1909 по 1914 год. В основе цикла лежат ассоциации с классическим музыкальным произведением, которое художник считал очень важным в своём творчестве.
Как и многие другие абстрактные работы Кандинского, «Импровизация» сохраняет связь с образами реального мира. В ней можно увидеть очертания лодки с парусом, рассекающей волны, и собаки, сидящей на берегу. Однако в этой работе уже чувствуется та свобода творчества, которая позволяет художнику сочетать линии и цвета в их чистом виде с элементами реальности.